# Hylaeus arsenicus
Hylaeus arsenicus is een vliesvleugelig insect uit de familie Colletidae. De wetenschappelijke naam van de soort is voor het eerst geldig gepubliceerd in 1901 door Vachal.